# RideLondon-Surrey Classic 2017
La 6.ª edición de la clásica ciclista RideLondon (nombre oficial: Prudential RideLondon-Surrey Classic) se celebró en Londres el 30 de julio de 2017 sobre un recorrido de 185,9 km.
La carrera formó parte del UCI WorldTour 2017, siendo la vigésima octava competición del calendario de máxima categoría mundial.
La carrera fue ganada por el corredor noruego Alexander Kristoff del equipo Katusha-Alpecin, en segundo lugar Magnus Cort (Orica-Scott) y en tercer lugar Michael Matthews (Sunweb).

## Equipos participantes
Tomaron parte en la carrera 21 equipos: 13 de categoría UCI WorldTour 2017 invitados por la organización; 8 de categoría Profesional Continental. Formando así un pelotón de 144 ciclistas de los que acabaron 119. Los equipos participantes fueron:
| WorldTeams (13)- Bora-Hansgrohe - BMC Racing Team - Cannondale-Drapac - Lotto-Soudal - Lotto NL-Jumbo - Katusha-Alpecin - Sky - Quick-Step Floors - Team Sunweb - Trek-Segafredo - UAE Team Emirates - Dimension Data - Orica-Scott Equipos continentales profesionales (8)- Androni Giocattoli - Aqua Blue Sport - CCC Sprandi Polkowice - Israel Cycling Academy - Caja Rural-Seguros RGA - Wanty-Groupe Gobert - Sport Vlaanderen-Baloise - Wilier Triestina-Selle Italia |
| |

## Clasificaciones finales
- Las clasificaciones finalizaron de la siguiente forma:[4]

### Clasificación general
| \| Clasificación general \| Clasificación general \| Clasificación general \| Clasificación general \| Clasificación general \| \| Ciclista \| Ciclista \| Equipo \| Tiempo \| \| \| --------------------- \| --------------------- \| ---------------------- \| --------------------- \| --------------------- \| \| 1.º \| Alexander Kristoff \| Katusha-Alpecin \| 4 h 05 min 41 s \| \| \| 2.º \| Magnus Cort \| Orica-Scott \| + 0 s \| \| \| 3.º \| Michael Matthews \| Team Sunweb \| + 0 s \| \| \| 4.º \| Sep Vanmarcke \| Cannondale-Drapac \| + 0 s \| \| \| 5.º \| Wouter Wippert \| Cannondale-Drapac \| + 0 s \| \| \| 6.º \| Jean-Pierre Drucker \| BMC Racing Team \| + 0 s \| \| \| 7.º \| Zakkari Dempster \| Israel Cycling Academy \| + 0 s \| \| \| 8.º \| Sam Bennett \| Bora-Hansgrohe \| + 0 s \| \| \| 9.º \| Rudy Barbier \| AG2R La Mondiale \| + 0 s \| \| \| 10.º \| Oliver Naesen \| AG2R La Mondiale \| + 0 s \| \| |                     |                        |                 |
| |                     |                        |                 |
| Fuente: ProCyclingStats |                     |                        |                 |
| Clasificación general |                     |                        |                 |
| Ciclista | Ciclista            | Equipo                 | Tiempo          |
| 1.º | Alexander Kristoff  | Katusha-Alpecin        | 4 h 05 min 41 s |
| 2.º | Magnus Cort         | Orica-Scott            | + 0 s           |
| 3.º | Michael Matthews    | Team Sunweb            | + 0 s           |
| 4.º | Sep Vanmarcke       | Cannondale-Drapac      | + 0 s           |
| 5.º | Wouter Wippert      | Cannondale-Drapac      | + 0 s           |
| 6.º | Jean-Pierre Drucker | BMC Racing Team        | + 0 s           |
| 7.º | Zakkari Dempster    | Israel Cycling Academy | + 0 s           |
| 8.º | Sam Bennett         | Bora-Hansgrohe         | + 0 s           |
| 9.º | Rudy Barbier        | AG2R La Mondiale       | + 0 s           |
| 10.º | Oliver Naesen       | AG2R La Mondiale       | + 0 s           |

## UCI World Ranking
La RideLondon-Surrey Classic otorga puntos para el UCI WorldTour 2017 y el UCI World Ranking, este último para corredores de los equipos en las categorías UCI ProTeam, Profesional Continental y Equipos Continentales. Las siguientes tablas muestran el baremo de puntuación y los corredores que obtuvieron puntos:
| Posición   | 1º  | 2º  | 3º  | 4º  | 5º  | 6º  | 7º | 8º | 9º | 10º |
| Puntuación | 300 | 250 | 215 | 175 | 120 | 115 | 95 | 75 | 60 | 50  |

| 1.º  | Alexander Kristoff  | Katusha-Alpecin        | 300 |
| 2.º  | Magnus Cort         | Orica-Scott            | 250 |
| 3.º  | Michael Matthews    | Sunweb                 | 215 |
| 4.º  | Sep Vanmarcke       | Cannondale-Drapac      | 175 |
| 5.º  | Wouter Wippert      | Cannondale-Drapac      | 120 |
| 6.º  | Jean-Pierre Drucker | BMC Racing             | 115 |
| 7.º  | Zakkari Dempster    | Israel Cycling Academy | 95  |
| 8.º  | Sam Bennett         | Bora-Hansgrohe         | 75  |
| 9.º  | Rudy Barbier        | Ag2r La Mondiale       | 60  |
| 10.º | Oliver Naesen       | Ag2r La Mondiale       | 50  |